# Instituto Federal do Maranhão
O Instituto Federal de Educação, Ciência e Tecnologia do Maranhão é uma instituição pública de ensino que, ao longo dos anos, passou por mudanças no seu projeto educacional e  recebeu diferentes denominações. Surgiu como Escola de Aprendizes Artífices do Maranhão, a partir do Decreto n. 7.566, de 23 de setembro de 1909 para ofertar ensino profissional primário aos meninos desfavorecidos da fortuna. Em 1937,  a escola foi transformada em Liceu Industrial de São Luís e após 5 anos recebeu a denominação de Escola Técnica  Federal de São Luiz em função da Lei complementar (Decreto-lei n. 4.073 de 30 de janeiro de 1942 )à Lei Orgânica do Ensino Industrial. No ano de 1965, a Escola Técnica Federal de São Luís foi transformada em Escola Técnica Federal do Maranhão por meio da Portaria nº 239/65 e  da Lei nº 4.795, de 20 de agosto de 1965. Em 1989, a Escola Técnica Federal do Maranhão foi transformada em Centro Federal de Educação Tecnológica do Maranhão (CEFET-MA) pela Lei nº 7.863 e houve a criação de uma Unidade de Ensino Descentralizada (UNED) no município de Imperatriz. Em 2008, o CEFET-MA, as Escolas Agrotécnicas Federais de São Luís, Codó e São Raimundo das Mangabeiras foram reorganizadas e integradas ao Instituto Federal de Educação, Ciência e Tecnologia do Maranhão mediante a Lei n. 11.892, de 29 de dezembro de 2008. 
O Instituto Federal do Maranhão possui 32 campi em 31 cidades. 
cidades do Maranhão, sendo elas:  Açailândia, Alcântara, Araioses, Bacabal, Barra do Corda, Barreirinhas, Buriticupu, Carolina, Caxias, Codó, Coelho Neto, Colinas, Grajaú, Imperatriz, Itapecuru-Mirim, Mirinzal, Pedreiras, Pinheiro, Presidente Dutra, Porto Franco, Rosário, Santa Inês, São José de Ribamar, São João dos Patos, São Luís – Centro Histórico, São Luís – Maracanã, São Luís – Monte Castelo, São Raimundo das Mangabeiras, Timon, Vitorino Freire, Viana e Zé Doca.

## Ensino

### Ensino médio
O ensino médio integrado ao ensino técnico.
A modalidade integrada significa que o ensino garante tanto a formação no ensino médio quanto a formação no ensino técnico, ou seja, o aluno terá aulas das disciplinas do ensino médio em conjunto com as disciplinas do curso técnico no IFMA. Ao final, o aluno terá a formação no ensino médio e no curso técnico.

### Ensino técnico
O ensino técnico concomitante ou subsequente ao ensino médio.
A modalidade concomitante permite que o aluno esteja realizando um curso técnico no IFMA, ao mesmo tempo em que cursa o ensino médio em outra instituição de ensino. Nesta modalidade, as disciplinas são exclusivamente técnicas.
A modalidade subsequente é para alunos que tenham concluído o ensino médio e se candidatam aos cursos técnicos no IFMA. Nesta modalidade, as disciplinas são exclusivamente técnicas.
No ano de 2018, foram ofertadas 6600 vagas, nos 29 campi do IFMA em 27 cidades do Estado, sendo eles: Açailândia, Alcântara, Araioses, Bacabal, Barra do Corda, Barreirinhas, Buriticupu, Carolina, Caxias, Codó, Coelho Neto, Grajaú, Imperatriz, Itapecuru-Mirim, Pedreiras, Pinheiro, Presidente Dutra, Porto Franco, Rosário, Santa Inês, São José de Ribamar, São João dos Patos, São Luís – Centro Histórico, São Luís – Maracanã, São Luís – Monte Castelo, São Raimundo das Mangabeiras, Timon, Viana e Zé Doca.

### Ensino superior
Em 2018, foram ofertados 41 cursos superiores distribuídos por 15 campi: Açailândia, Alcântara, Bacabal, Barra do Corda, Caxias, Codó, Imperatriz, Santa Inês, São João dos Patos, São Luís – Centro Histórico, São Luís – Maracanã, São Luís – Monte Castelo, São Raimundo das Mangabeiras, Timon e Zé Doca.
O ingresso é realizado através do ENEM- SISU.

#### Licenciatura
- Artes Visuais
- Biologia
- Ciências Agrárias
- Ciências Biológicas
- Física
- Matemática
- Química

#### Bacharelado
- Administração
- Agronomia
- Ciência da Computação
- Engenharia Civil
- Engenharia Elétrica Industrial
- Engenharia Mecânica Industrial
- Sistemas de Informação
- Zootecnia

#### Tecnológico
- Alimentos
- Construção de Edifícios
- Gestão de Turismo

### PósLato Sensu
O IFMA oferece os seguintes cursos de pós lato sensu:
- Educação Ambiental e Gestão Participativa em Recursos Hídricos – Campus São Luís-Monte Castelo
- Diversidade Cultural na Educação – Campus Caxias
- Questão Agrária, Agroecológica e Educação no Campo (Residência Agrária) – Campus São Luís-Maracanã
- Proeja Modalidade EAD- Campus Barra do Corda, Campus Caxias, Campus Pinheiro e Campus São Luís-Monte Castelo
- Educação do Campo- Campus São Luís-Maracanã

### Mestrados
| Mestrados                                                              | Site                                          |
| ---------------------------------------------------------------------- | --------------------------------------------- |
| Programa de Pós em Engenharia de Materiais (PPGEM)                     | https://ppgem.ifma.edu.br                     |
| Programa de Mestrado Nacional Profissional em Ensino de Física (MNPEF) | https://prpgi.ifma.edu.br/mestrado-em-fisica/ |
| Programa de Pós em Química (PPGQ)                                      | https://ppgq.ifma.edu.br                      |

IFMA também busca incentivar a qualificação dos servidores e docentes, promovendo programas de Mestrado e Doutorado interinstitucionais, além da capacitação de pesquisadores a aturarem em todos os níveis da Educação Profissional e Tecnológica, na Pós e na Gestão Administrativa.

### Ensino à distância (EAD)
O Instituto oferta cursos de Formação Inicial e Continuada (FIC), cursos técnicos, superiores e pós na modalidade ensino à distância, através da Plataforma Moodle. Os polos EAD também estão presentes em outros municípios do Maranhão, além dos campi.
Entre os cursos técnicos estão: Infraestrutura Escolar – Profuncionário; Secretaria Escolar – Profuncionário; Alimentação Escolar – Profuncionário; Multimeios didáticos – Profuncionário; Serviços Públicos; Manutenção e Suporte em Informática; Segurança do Trabalho; Agropecuária Subsequente; Agropecuária Proeja.
Nos cursos superiores, são oferecidas as Licenciaturas em Química e Informática. Também há a pós lato sensu em Educação Profissional integrada com a Educação Básica na Modalidade de Educação de Jovens e Adultos.

## Pesquisa
No Instituto Federal do Maranhão, a pesquisa é apoiada pelos órgãos de fomento na forma de bolsas de iniciação científica, como o Programa Institucional de Bolsas de Iniciação Científica (PIBIC e PIBIC-Jr.), que é financiado pelo CNPq, pela FAPEMA ou pelo próprio Instituto.
Tanto os estudantes de cursos técnicos e superiores são estimulado na pesquisa, despertando a vocação científica e incentivando novos talentos, o desenvolvimento e a criatividade.

## CERTEC
Em 10 de dezembro, a Empresa Brasil de Comunicação encerrou suas operações no estado do Maranhão, e passou o controle da TV Brasil Maranhão para o Instituto Federal do Maranhão (IFMA) por um prazo de 30 anos, da mesma forma que outros veículos de comunicação gerenciados no modelo da Rede Nacional de Comunicação Pública (RNCP). A TV Brasil Maranhão, portanto, deixou de ser uma emissora própria da TV Brasil. Em 3 de fevereiro de 2020, o IFMA assumiu o controle definitivo da TV Brasil Maranhão, inaugurando o Centro de Referência Tecnológica (CERTEC), que absorveu os profissionais da emissora e passou, entre outras funções, a administrar e utilizar a sua estrutura para o pólo de educação à distância do instituto e os conteúdos audiovisuais de outros projetos, como o IFMA Digital, TV IFMA e Rádio IFMA.